# Parornix devoniella
Parornix devoniella là một loài bướm đêm thuộc họ Gracillariidae. Loài này có ở khắp châu Âu (ngoại trừ bán đảo Iberia, bán đảo Balkan và các đảo Địa Trung Hải).

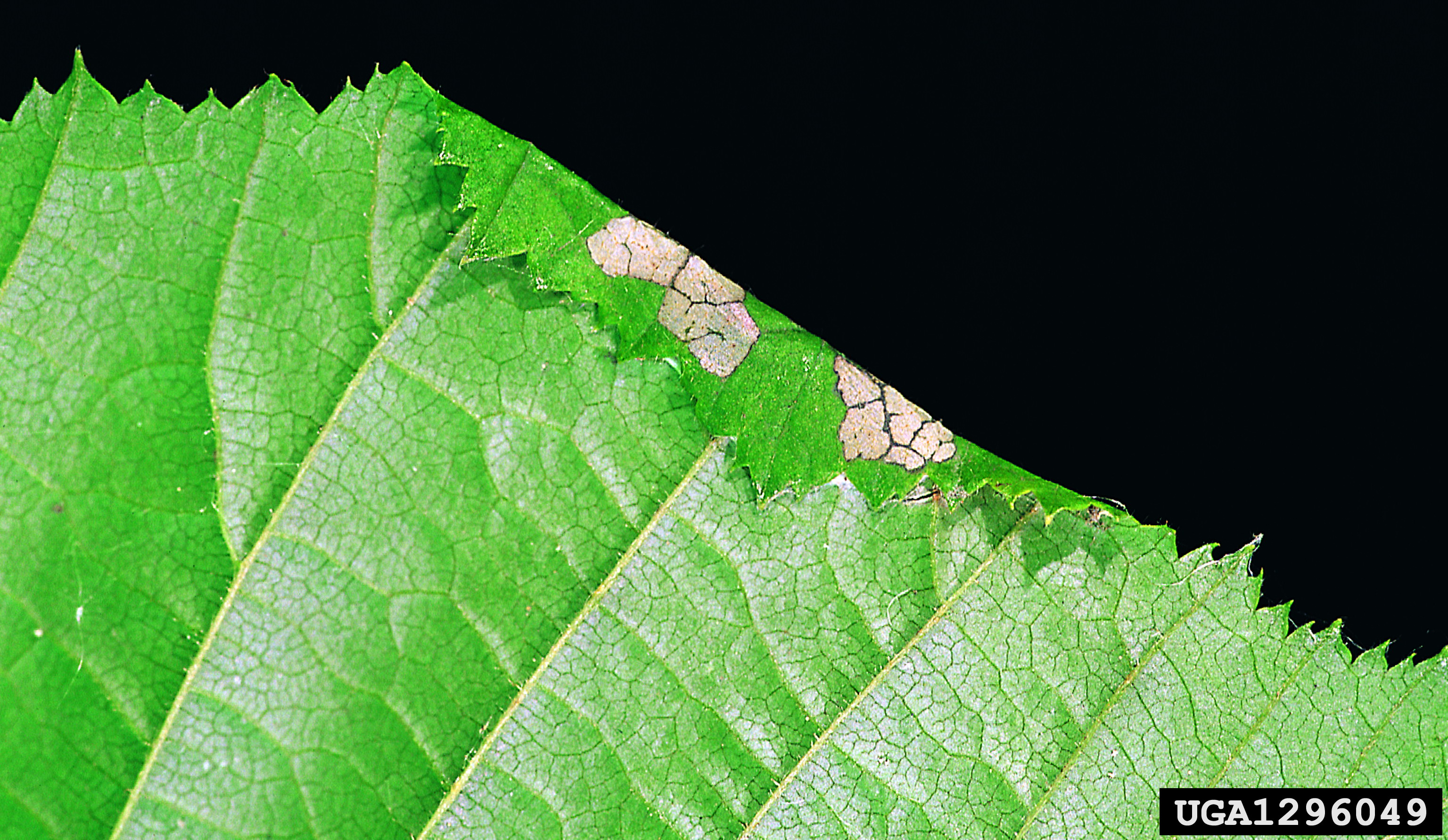
Hư hại

Sải cánh dài 9–10 mm. Con trưởng thành bay vào tháng 5 và một lần nữa vào tháng 8 làm hai đợt.
Ấu trùng ăn Corylus avellana, Corylus colurna và Corylus maxima. Chúng ăn lá nơi chúng làm tổ.